# Saram娛樂
Saram娛樂（韓語：사람엔터테인먼트）是韓國的演員經紀公司、影视制作公司，於2006年成立。

## 旗下藝人

### 男藝人
- 趙震雄
- 金載英
- 文東赫（2017年—）
- 李雲山
- 李成旭（2019年—）[1]
- 劉熙帝（2019年—）[2]
- 孔明（2020年—）[3]
- 李起弘（2020年—）[4]
- 申柱煥（2020年—）[5]
- 崔民英（2022年—）[6]
- 李瑞埈（2022年—）[7]
- 姜允（2023年—）[8]
- 沈宇盛（2023年—）[9]
- 郑乾柱（2024年—）[10]
- 金雪镇（2024年—）[11]
- 申宰辉（2024年—）[12]
- 都藝俊（2024年—）[13]
- 申宇彬（신우빈，2025年—）[14]
- 李洙赫（2025年—）[15]

### 女藝人
- 全蔡誾（2017年—）
- 崔秀英（2019年—）[16]
- 沈達琪（2019年—）[17]
- 朴珪瑛（2019年—）[18]
- 鄭仁知（2022年—）[19]
- 尹邵熙（2022年—）[20]
- 車貞媛（2022年—）[21]
- 李昭隸（2023年—）[22]
- Yuna（2023年—）[23]
- 吳宇里（2023年—）[24]
- 李沇熹（2024年—）[25]
- 崔熙真（2024年—）[26]
- Irene（2024年—）[27]
- 金琴順（2024年—）[28]
- 鄭潤廈（2025年—）[29]
- 李汰律（2025年—）[30]
- 秀贤（2025年—）[31]
- 孔成夏（2025年—）[32]
- YooA（2025年—）[33]
- 池秀妍（2025年—）[34]
- 吳恩書（2025年—）[35]

## 過往藝人
- 甘宇成
- 黃仁英
- 金太勳（－2013年）
- 李帝勳（2009年—2021年）[36]
- 金瑞亨（2010年—2016年）[37]
- 文素利（2010年—2014年）[38][39]
- 李恩宇（2011年—）
- 郭到元（2011年—2014年）[40]
- 韓俊赫
- 李大衛（2012年—2015年）[41][42]
- 至祐（2012年—2019年）[43]
- 高聖熙（2013年—2019年）[44]
- 尹啟相（2013年—2020年）[45][46]
- 李荷娜（2018年—2020年）[47][48]
- 李敏雄（朝鲜语：이민웅 (배우)）（2019年—）[49]
- 金宥安（2019年—2021年）[50]
- 李珠妍（2020年）[51]
- 李周英（2021年—2023年）[52]
- 李海宇（2022年—2023年）[53]
- 洪基俊（朝鲜语：홍기준）（2018年—2023年）[54]
- 金聖植（朝鲜语：김성식 (뮤지컬 배우)）（2021年—）[55]
- 大衛·麥金尼斯（2018年—2023年）[56]
- 崔嬉序（2020年—2023年）[57]
- 徐荷晶（2022年）[58]
- 權律（2012年—2023年）[59][60]
- 卞約漢（2014年—2023年）[61]
- 嚴正化（2019年—2024年）[62][63]
- 李家燮（2017年—2024年）[64][65]
- 李荷妮（2014年—2024年）[66][67]
- 朴藝珍（2018年—2024年）[68]
- 高俊（2022年—2024年）[69]
- 宋再臨（2022年—2024年）[70]
- 閔成旭（朝鲜语：민성욱）（2021年—2024年）[71]
- 金敏荷（2021年—2024年）[72][73]
- 崔元英（2014年—2024年）[74][75]
- 鄭素利（朝鲜语：정소리）（2019年—2024年）[76]
- 鄭好娟（2020年—2025年）[77][78]
- 韓藝璃（2011年—2025年）[79]
- 金成圭（2017年—2025年）[64]
- 姜东昱（2024年—2025年）[80]
- 李胜柱（2024年—2025年）[81]

## 影视制作
| - 2012年：《占卜師們》 - 2013年：《憤怒的倫理學》 - 2021年：《》 - 2024年：《Dead Man》 - 待定：《暴露》 - 待定：《幽靈世子》 - 待定：《開BMW的女人》 - 待定：《鐵的庭院》 - 待定：《SHAME》 | - 2023年：《死期將至》 - 2024年：《夜晚開的花》 - 待定：《Aloha，我的媽媽們》 - 待定：《Switching App》 - 待定：《可疑世界的七個》 - 待定：《七年戰爭》 |

## 外部連結
- 官方网站
- Saram娛樂的Facebook專頁
- Saram娛樂的Instagram帳戶
- Saram Entertainment-BLOG（页面存档备份，存于）